# رایکو تورومن
رایکو تورومن،(زاده ۱۰ فوریه ۱۹۵۵) یک مربی بسکتبال اهل صربستان است

## حرفه مربی گری
وی قبل از سال ۲۰۱۶، به عنوان مشاور تیم برای باراکو بول انرژی کولا و بوسترهای پترون بلو در انجمن بسکتبال فیلیپین فعالیت می‌کرد. او پیش از این مربی تیم ملی بسکتبال مردان فیلیپین بود که توسط فدراسیون بسکتبال این کشور استخدام شده بود. تورمان در مسابقات قهرمانی آسیا در سال ۲۰۱۱ در فیلیپین به مقام چهارم رسید. وی از سال ۲۰۱۴ تا ۲۰۱۶ به عنوان سرمربی تیم ملی بسکتبال اردن فعالیت داشت. او قبل از کار در فیلیپین، با تیم ملی بسکتبال ایران کار می‌کرده و این تیم را به بازیهای المپیک ۲۰۰۸ پکن رساند.